# Когда зовёт сердце
«Когда зовёт сердце» (англ. When Calls the Heart) — американский телевизионный сериал, основанный на одноимённой серии новелл Джанетт Ок. Сериал был разработан Майклом Лэндоном-младшим, а его премьера состоялась 11 января 2014 года на Hallmark Channel. В центре сюжета находится учительница, которая переезжает в небольшой городок по добыче угля на диком западе 1910 года.
Сериал первоначально дебютировал на Hallmark в качестве телефильма-пилота в октябре 2013 года. В нём снялись Мэгги Грейс в роли молодой учительницы Элизабет Тэтчер, и Стивен Амелл в роли офицера Королевской канадской конной полиции Уайна Дилейни. В сериале главную роль получила Эрин Кракоу, играя племянницу Элизабет, также по имени Элизабет Тэтчер, и Дэниел Лиссинг в роли Джека Торнтона. Лори Локлин тем временем продолжила играть свою роль Абигейл Стэнтон, вдовы шахтера.
1 апреля 2016 года канал Hallmark Channel продлил сериал на четвёртый сезон

## В ролях
- Эрин Кракоу — Элизабет Тэтчер
- Дэниел Лиссинг — Джек Торнтон
- Лори Локлин — Эбигейл Стентон
- Джек Вагнер — Билл Эвери
- Грейсин Шинией — Эмили Монтгомери
- Мартин Камминс — Генри Гоуэн
- Лоретта Уолш — Флоренс Блэйкли
- Митчелл Каммен — Гейб Монтгомери
- Джоанна Ньюмарш — Молли Салливан
- Чела Хорсдэл — Кэт Монтгомери
- Дариуш Зависину — Джеймс Фермонт
- Эрика Кэролл — Дороти Рэмси
- Картер Райан Еванчич — Коди
- Шарлотта Хегеле — Джулия Тэтчер
- Паскаль Хаттон — Розмари Леву
- Кристина Вагнер — Нора

## Производство
Съемки сериала проходят недалеко от города Ванкувера (Канада). Были построены несколько домов, ряд общественных зданий.
5 мая 2014 года сериал был продлен на второй сезон, который был показан с 25 апреля 2015 года по 13 июня 2015 года.
В июле 2015 года был продлен на третий сезон, который был показан с 21 февраля по 10 апреля 2016 года.
К 2024 г. вместе с Йеллоустоном и Дорогой Домой был единственным кабельным сериалом, имевшим среднюю аудиторию более или в районе 2 млн. чел..